# Епархия Рубиатаба-Мозарландии
 Епархия Рубиатаба-Мозарландии  (лат. Dioecesis Rubiatabensis-Mozarlandensis) — епархия Римско-Католической церкви с центром в городе Рубиатаба, Бразилия. Епархия Рубиатаба-Мозарландии входит в митрополию Гоянии. кафедральным собором епархии Рубиатаба-Мозарландии является собор Пресвятой Девы Марии.

## История
11 октября 1966 года Римский папа Павел VI выпустил буллу «De animarum utilitate», которой учредил территориальную прелатуру Рубиатабы, выделив её из архиепархии Гоянии.
18 апреля 1979 года территориальная прелатура Рубиатабы была переименована в территориальную прелатуру Рубиатаба-Мозарландии.
16 октября 1979 года Римский папа Иоанн Павел II выпустил буллу «Cum prelaturae», которой преобразовал территориальную прелатуру Рубиатаба-Мозарландии в епархию.

## Ординарии епархии
- епископ Juvenal Roriz (27.10.1966 — 5.05.1978 — назначен архиепископом Жуис-ди-Форы);
- епископ José Carlos de Oliveira (14.09.1979 — 27.02.2008);
- епископ Adair José Guimarães (27.02.2008 — 27.02.2019 — назначен епископом Формозы);
- епископ Francisco Agamenilton Damascena (23.09.2020 — 28.05.2025 — назначен епископом Лузиании).

## Источник
- Annuario Pontificio, Ватикан, 2005
- Булла De animarum utilitate  (лат.)
- Булла Cum prelaturae  (лат.)